# SF Øbro
SF Øbro – duński klub szachowy z siedzibą w Kopenhadze.

## Historia
Klub został założony w 1936 roku w Østerbro jako Østerbro Arbejder Skakklub i przyjął profil robotniczy. Zgromadzenie założycielskie odbyło się 29 września 1936 roku. Dwa lata później klub liczył 30 członków, w 1945 roku liczebność klubu wynosiła 95 osób, a pod koniec lat 40. – 150. W latach 50. czołowym zawodnikiem Østerbro ASK był M. Marius, który osiem razy z rzędu zdobył mistrzostwo klubu. W 1968 roku nastąpiła zmiana nazwy na Skakforeningen Øbro i dołączenie do Dansk Skak Union. W 1973 roku klub zadebiutował w 1. division. W 1981 roku klub zdobył wicemistrzostwo kraju, a jednym z jego zawodników był Jens Kristiansen. W 1984 roku uzyskano trzecie miejsce w lidze, z takimi zawodnikami jak Kristiansen i Henrik Danielsen; to osiągnięcie powtórzono rok później. W 1992 roku klub zainaugurował turniej Øbro Nytår. W latach 90. nastąpiło zmniejszenie zainteresowania klubem. W 1993 roku klub spadł z ligi i na najwyższy poziom rozgrywkowy wrócił dopiero w 2011 roku. W sezonie 2014/2015 graczem klubu był m.in. Jacob Aagaard. W sezonie 2021/2022 klub po raz ostatni występował w Skakligaen.